# Bøgvadite
La bøgvadite è un minerale.